# Sies Foletta
Santino Guglielmo 'Sies' Foletta (Haarlem, 24 september 1911 - Amsterdam, 16 juli 1981) was een Nederlandse acteur. Hij was de broer van acteur Tonny Foletta.
Foletta speelde in Het dwaallicht (1973) van Frans Buyens en in Adriaan Ditvoorsts film De Mantel der Liefde (1978).
Verder verscheen Foletta in de televisieseries Ti-Ta Tovenaar (vier rollen vanaf 1972), De Fabriek (1981) en in één aflevering van Tussen wal en schip (1977).